# نیکولار
نیکولار (به لاتین: Nikollarë) یک روستا در آلبانی است که در پوتوم واقع شده‌است.